# 連江郡
连江郡，中国南北朝时设置的郡。
南朝梁置连江郡，属高州。治所在连江县（今广东茂名市电白区东电城镇东）。辖境相当今广东省茂名市电白区一带。南朝陈沿置，隋文帝开皇九年（589年）隋灭陈，废连江郡，地入高州。